# 第74回NHK紅白歌合戦
『第74回NHK紅白歌合戦』（だい74かいエヌエイチケイこうはくうたがっせん）は、2023年（令和5年）12月31日放送の通算74回目のNHK紅白歌合戦。

## 放送まで
日付はいずれも2023年。
9月27日
NHK会長の定例会見でNHKホールでの開催と開催日程と放送時間を発表。BS波での本番組放送について、前回（第73回）まではBS4KとBS8Kにて放送してきたが、12月1日にBS波の削減並びに再編が行われることから、BSプレミアム4KとBS8Kにて放送することを明らかにした。
10月6日
司会者が発表された。あわせて本年のテーマが『ボーダレス -超えてつながる大みそか-』に決まったことも発表された。
11月13日
出場歌手が発表された。なお、その際の記者会見はこれまでNHK放送センター・CT-101スタジオで行われていたが今回は本番の会場であるNHKホールで初めて行われた。
11月29日
特別企画として、この年デビュー50周年を迎えたクイーンが、アダム・ランバートとのコラボレーションによる「クイーン+アダム・ランバート」名義で出場することが発表された。
12月4日
Official髭男dismが「Chessboard」を歌唱することが先行発表された。また、ステージで使用される中学生の歌唱動画の募集を開始。
12月7日
特別企画として日本のテレビ放送70年と、その中から生まれた名曲を振り返る『テレビが届けた名曲たち』を行うと発表した。合わせて同企画のゲストとして黒柳徹子が出演することが発表された。
12月8日
特別企画として、総合テレビの音楽番組『Venue101』でMCを務める濱家隆一（かまいたち）と生田絵梨花のユニット「ハマいく」が出場することが発表された。あわせてラジオ司会と恒例企画となっている副音声の「紅白ウラトークチャンネル」の出演者も発表された。
12月15日
特別企画『テレビが届けた名曲たち』に、寺尾聰が出場することが発表された。
12月16日
特別企画『テレビが届けた名曲たち』にポケットビスケッツ&ブラックビスケッツが出場することが発表された。
12月20日
ゲスト審査員及び審査方法（後述）が発表された。
12月21日
特別企画『テレビが届けた名曲たち』に薬師丸ひろ子が出場することが発表された。合わせて同企画の曲目が先行発表された。
12月22日
曲目が発表された。
12月23日
司会の有吉弘行と藤井フミヤが「白い雲のように」を歌唱することが発表された。
今年創立100周年を迎えたディズニーとのスペシャル企画も発表された。
12月25日
スペシャル企画『ディズニー100周年スペシャルメドレー』の歌唱曲と出演者が発表された。同企画にミッキーマウス&ミニーマウスがゲスト出演することも発表された。
12月26日
曲順が発表された。
12月27日
年の瀬中継企画として山内惠介が東京の名所から、天童よしみが大阪の名所からそれぞれ中継出演することが発表された。
12月28日
YOSHIKIが出場することが発表された。
12月29日
リハーサル・囲み取材の1日目が行われた。
特別企画としてNewJeansの出場が発表された。
12月30日
リハーサル・囲み取材の2日目が行われた。
12月31日
リハーサル・囲み取材の3日目が行われた。
タイムテーブルが発表された。
YOASOBIのステージで、出場歌手、司会の橋本環奈、スペシャルダンサーによるダンスが披露されることが発表された。

## 当日のステージ

### 前半
- グランドオープニングは、fox capture planによる演奏とともにNHKホールの客席・ゲスト審査員席・ステージに既にスタンバイしている出場歌手が2分間にわたりワンカットで映された。最後に大泉洋[注 6]が仕切り始めると、高瀬耕造アナに止められ、ステージ上部からゴンドラに乗った有吉弘行、橋本環奈、浜辺美波が登場し、全員で開会宣言（タイトルコール）をした[24]。高瀬以外の司会陣は、第70回（2019年）以来4年ぶりに和装姿で登場した。
- トップバッターは新しい学校のリーダーズが務めた。紅組をイメージした赤のセーラー服で登場し、司会や出場歌手らと流行にもなった「首振りダンス」を披露した[25]。
- Stray KidsとPerfumeは、CT-101スタジオから2組続けてパフォーマンスした[26]。
- すとぷりは、別スタジオで撮影している映像をリアルタイムでCGにする形で登場した[27]。歌唱時には、ステージ上に大きなハートを浮かばせたり、ころんが大きな宝箱を出し、紙吹雪やテープをクラッカーのように飛び出させる演出が行われた。サビでは、莉犬とるぅとが橋本、有吉、浜辺とダンスで共演した[28]。
- 天童よしみは、地元・大阪府大阪市浪速区の新世界から中継で登場した[27][29]。応援のオール阪神・巨人は、元弟子の有吉に対して「短い期間やけど弟子でいてくれて。その弟子の有吉君が紅白の司会」「すごいやん。ホントに、頑張ってくれてあ～りが～とさ～ん[注 7]」と労った[30][31][32]。同じく応援の遠藤章造（ココリコ）は、「今年は笑顔でも私、お尻たたかれませんので。よかったですよ」と、第71回（2020年）まで放送されていた裏番組『ダウンタウンのガキの使いやあらへんで!』の「笑ってはいけないシリーズ」について語った[33]。
- キタニタツヤは、テレビアニメ『呪術廻戦 懐玉・玉折』の主題歌「青のすみか」を、紅白のために編集された映像とともに歌唱した[27]。
- 緑黄色社会は、東京高等学校チアリーディング部・吹奏楽部と、東京実業高等学校マーチングバンド部の総勢77名と共演した[34][35][36]。
- 純烈は「NHKプラス紅白親善大使」に就任した[37]ことから、NHKプラスにアクセスできるQRコードが全体にプリントされた衣装で登場した[34]。曲中では、ステージ背後のスクリーンに大きなQRコードが映し出されたり、客席に大きなQRコードの横断幕が掲げられた[38]。この年加入した岩永洋昭は初出場[39]。
- anoの曲紹介では、『有吉のお金発見 突撃!カネオくん』からカネオくんが応援に駆けつけた。声を当てているノブ（千鳥）が同番組内ではスタジオの隅のブースから出演しているため、それに倣いNHKホールの2階席に設けた特設ブースから出演した[40][41]。anoは、浜辺と2017年の映画『咲-Saki-』で共演したこともあり、浜辺が唯一出場を祝ってくれたと明かした[42]。
- NiziUは3年ぶりに「Make you happy」を披露し、橋本・浜辺と「縄跳びダンス」で共演した[43]。
- 山内惠介は、東京都台東区の浅草西参道商店街から中継で登場した[44]。曲中ではアルコ&ピース（平子祐希・酒井健太）、とにかく明るい安村、吉村崇（平成ノブシコブシ）が登場し、それぞれネタを披露した[43]。
- 郷ひろみは、翌年開催のパリオリンピックに採用された競技「ブレイキン」に挑戦し、逆立ちして止まる大技「マックス」を披露した[45]。
- miletとMAN WITH A MISSIONはコラボレーションで、アニメ『鬼滅の刃 刀鍛冶の里編』のエンディング「コイコガレ」とオープニング「絆ノ奇跡」を2曲続けて歌唱した。miletは甘露寺蜜璃が好きだといい、「コイコガレ」では甘露寺の髪色であるピンクのドレスを着用した[45]。
- SEVENTEENの曲紹介では、橋本がグループの魅力について「カルグンム[注 8]」と語った。メンバーのS.COUPSが左膝前十字靭帯損傷による療養とリハビリを、JEONGHANが過去に負傷した左足首の痛みによる手術をそれぞれ受けたため、11人で出場。ステージ冒頭のJEONGHANがアップで映るシーンはJUNが、THE 8とJEONGHANの掛け合いはWONWOOが、S.COUPSのラップパートはMINGYUがそれぞれ務めた[46]。
- 水森かおりのステージでは、37,000個のドミノを使った演出が行われた。ゲスト審査員の堺雅人が最初のドミノを倒すと日向岬の絵やタイトル文字が出現し、最後は「今年も一年 おつかれさまでした!!水森かおり」と出てゴールした[47]。また、水森のドレスの色が赤から白に変化した[48]。
- ハマいくのステージでは、間奏で生田絵梨花[注 9]がピアノを演奏し、濱家隆一（かまいたち）が連弾で参加した[49]。

### 後半
- 後半のトップバッターは、前日に日本レコード大賞を受賞したMrs. GREEN APPLEが務めた[50]。
- 坂本冬美のステージでは、JO1[注 10]とBE:FIRST[注 11]から選抜されたメンバー8名がバックダンサーを務めた[51][52]。
- MISAMOの曲紹介では、同じJYPエンターテインメント所属で後輩のNiziUが応援した[53]。
- 10-FEETのステージでは、主題歌を担当したアニメ映画『THE FIRST SLAM DUNK』の名場面や、この年開催されたバスケットボールワールドカップの映像が流れた[54]。『THE FIRST SLAM DUNK』のオープニング「LOVE ROCKETS」を担当し、この年亡くなったチバユウスケ（The Birthday）に向けて「The Birthday チバユウスケ!!」と叫び[55]、「LOVE ROCKETS」のサビのワンフレーズを歌唱する場面があった[56]。
- NewJeansのパフォーマンスは事前収録であることが告知されていた[57]が、オープニングやYOASOBIのステージではNHKホールに登場し、生出演となった[58][59]。
- 特別企画『ディズニー100周年スペシャルメドレー』で1曲目の橋本と浜辺の歌唱前、舞台袖からミッキーマウス&ミニーマウスが登場した[60]。
  - 『アラジン』でジーニーを演じた山寺宏一は、櫻坂46[注 12]、Stray Kids[注 13]とともに「フレンド・ライク・ミー」をを歌唱した[60][61]。
  - 『ウイッシュ』でヒロインのアーシャを演じた生田絵梨花は、アーシャをイメージした紫のドレスで「ウィッシュ～この願い～」を歌唱した[62]。
  - 最後にミッキー&ミニーが再びステージに登場し、メドレー出演者とともに「小さな世界」を披露した[60]。
- Official髭男dismは、第90回NHK全国学校音楽コンクール中学校の部課題曲「Chessboard」を中学生の動画とともに歌唱した[63]。
- ゆずは、135人のダンサーとコーラスを従えて歌唱した[63]。
- クイーン+アダム・ランバートの歌唱前、ブライアン・メイは日本について「世界で最初にクイーンを理解してくれた国」とコメントした[63]。
- 三山ひろしは7年連続でけん玉ギネス世界記録[注 14]に挑戦し、今回は128人に挑戦した。出場歌手・ゲストからは、VERNON（SEVENTEEN）、穴見真吾（緑黄色社会）、タイムマシーン3号（山本浩司・関太）、尾形貴弘（パンサー）、DJ KOOが参加した[64]。3人目の尾形が失敗したが、ルール[注 15]に則りやり直しとなった。その後の16人目で失敗したが、128人目の三山まで挑戦を継続し、この時点ではギネス世界記録が認定された[65]。
  - ステージ終了後、16人目の場面で落ちたかどうか現場確認がされた結果、ギネス世界記録が取り消された。エレファントカシマシの歌唱前、高瀬アナが「先程の三山さんのけん玉（ギネス）世界記録ですが、改めて映像を確認した所残念ながら失敗していました」と訂正した[66][67][68]。また、NHKプラスの見逃し配信にも「ギネス世界記録への挑戦は失敗でした」とテロップが表示された。ギネス記録に失敗したのは4年ぶりで、番組内でお詫びと訂正をしたのは7年ぶり。
- 星野源は、東京都港区の虎ノ門ヒルズから夜景をバックに歌唱した[64]。この部分のみ収録での出演だったが、オープニング・エンディングはNHKホールから出演した。
- Superflyは、喉の不調で同年の公演を全て中止していたため、この日がステージ復帰となった[69]。歌唱時には観客が総立ちとなった[64]。
- 伊藤蘭は、150人を超えるキャンディーズの親衛隊（全国キャンディーズ連盟）のいるスタジオから歌唱した[70][71]。
- YOSHIKIは、この年亡くなったHEATHや、過去に亡くなったHIDEとTAIJIの映像をバックに、グランドピアノで「ENDLESS RAIN」を弾き語った。その後、ドラムセットに移り「Rusty Nail」を盟友[注 16]とともに披露した[70][72]。
- テレビ放送70年特別企画『テレビが届けた名曲たち』のポケットビスケッツ&ブラックビスケッツのステージでは、ポケットビスケッツの「YELLOW YELLOW HAPPY」に続き、ブラックビスケッツが「Timing」を歌唱した。「Timing」の曲中では、南々見狂也（ブラックビスケッツ）がサックスを、TERU（ポケットビスケッツ）がキーボードをそれぞれ演奏した[73]。2組揃ってのテレビ出演は21年ぶりとなった[74]。
- 同じくテレビ放送70年特別企画『テレビが届けた名曲たち』には、薬師丸ひろ子と寺尾聰が出場した。ゲストとして、テレビ放送が開始した日からテレビに出演していた黒柳徹子が出演し、当時の思い出を語った[75]。
  - 薬師丸と寺尾の曲紹介は、過去に『ザ・ベストテン』で共演した黒柳が行った[76]。
  - 寺尾と黒柳は、紅白では42年ぶりに再会した。寺尾が『ザ・ベストテン』で12週連続1位を達成したら、黒柳がパンダの着ぐるみに入る約束をしていたと明かした[75]。
- 初出場のAdoは、京都府京都市下京区の東本願寺から中継で歌唱した。自身の名前の由来[注 17]となっている能舞台の上で金網のようなセットに入り、シルエットのみで出演した[77]。
- あいみょんの曲紹介では、主題歌を担当した連続テレビ小説『らんまん』で主演の神木隆之介が応援に駆けつけた[77]。
- さだまさしは、歌唱前に「今年は僕の大切な仲間を何人も失ったんですよ。残った人間は彼らの分まで頑張っていかなきゃならない。そんな思いで歌います。谷村さん、聞いてくれてっかなぁ」と述べ、この年亡くなった谷村新司に向けて「秋桜」を歌唱した[78]。
- 石川さゆりは、 ウクライナの民族楽器「バンドゥーラ」の演奏とともに歌唱した。ゲスト審査員でウクライナ国立バレエ芸術監督の寺田宜弘は、「素晴らしい歌声、素晴らしいバンドゥーラが一つになって世界へ平和のメッセージが送れたと思う」と述べた[79]。
- 藤井フミヤは、「TRUE LOVE」に続いて猿岩石に提供した「白い雲のように」を有吉とデュエットした。ステージ終了後、有吉が緊張のあまり着替えのタイミングを間違ってしまい、着替え途中で靴を履く間もなく登場するハプニングがあった[79]。
- YOASOBIは、「アイドル」を日本のテレビ番組で初めて歌唱した[注 18]。スペシャルダンサーとしてアバンギャルディとREAL AKIBA BOYZが参加したほか、出場歌手[注 4]と橋本もダンスを披露した[82]。橋本とanoが登場したシーンでは、橋本がRev. from DVL時代に「千年に1度の美少女」として認知度を高めた写真のポーズを、anoがゆるめるモ!時代に舌を出して不敵に笑った姿をそれぞれ再現し、話題となった[注 19]。
- 5年連続で紅組トリ及び2年ぶり3度目の大トリを務めたMISIAは、この年のNHKラグビーテーマソングである「傷だらけの王者」をRockon Social Clubとの共演で歌唱した。Rockon Social Clubのうち4名は男闘呼組として出場経験があり、第40回（1989年）以来34年ぶりの出演となった[84]。

### 結果
ゲスト審査員・会場審査員・視聴者審査員のそれぞれで優勢な方に1ポイントを与える3ポイント制となり、全組終了後の最終審査で集計を行い2ポイントを取った方が優勝となる。
- ゲスト審査員（別記）：紅組（7 - 1）
- 会場審査員（NHKホールの観客全員）：紅組（1,453 - 883）
- 視聴者審査員（総合テレビ・BSプレミアム4K・BS8Kの視聴者 定員なし）：紅組（3,943,182 - 2,457,277）[85]

総合結果は「紅組」が優勝で2年ぶりの優勝となった。なお、完封勝利（ストレート勝利）は第54回（2003年）で、白組が優勝して以来20年ぶりとなった。
今回も前回同様、結果発表前に蛍の光の合唱を行った。

## 出場歌手
紅組、      白組、      特別企画、      初出場、      返り咲き。
| 曲順 | 組   | 歌手名                     | 回 | 曲目                                            |
| ---- | ---- | -------------------------- | -- | ----------------------------------------------- |
| 1    | 紅   | 新しい学校のリーダーズ     | 初 | オトナブルー                                    |
| 2    | 白   | JO1                        | 2  | NEWSmile                                        |
| 3    | 白   | 鈴木雅之                   | 6  | め組のひと                                      |
| 4    | 白   | Stray Kids                 | 初 | CASE 143 -Japanese ver.-                        |
| 5    | 紅   | Perfume                    | 16 | FAKE IT                                         |
| 6    | 白   | すとぷり                   | 初 | スキスキ星人                                    |
| 7    | 紅   | 天童よしみ                 | 28 | 道頓堀人情                                      |
| 8    | 白   | キタニタツヤ               | 初 | 青のすみか                                      |
| 9    | 紅   | 緑黄色社会                 | 2  | キャラクター                                    |
| 10   | 紅   | 櫻坂46                     | 3  | Start over!                                     |
| 11   | 白   | 純烈                       | 6  | だってめぐり逢えたんだ〜NHKプラスver.〜         |
| 12   | 紅   | ano                        | 初 | ちゅ、多様性。                                  |
| 13   | 白   | BE:FIRST                   | 2  | Boom Boom Back                                  |
| 14   | 紅   | JUJU                       | 2  | 時の流れに身をまかせ                            |
| 15   | 紅   | NiziU                      | 4  | Make you happy                                  |
| 16   | 紅   | LE SSERAFIM                | 2  | UNFORGIVEN (feat. Nile Rodgers) -Japanese ver.- |
| 17   | 白   | 山内惠介                   | 9  | 恋する街角                                      |
| 18   | 紅   | 乃木坂46                   | 9  | おひとりさま天国                                |
| 19   | 白   | 郷ひろみ                   | 36 | 2億4千万の瞳〜ブレイキンSP〜                    |
| 20   | 紅   | milet × MAN WITH A MISSION | 4  | コイコガレ                                      |
| 21   | 白   | MAN WITH A MISSION × milet | 初 | 絆ノ奇跡                                        |
| 22   | 白   | SEVENTEEN                  | 初 | 舞い落ちる花びら (Fallin' Flower)               |
| 23   | 紅   | 水森かおり                 | 21 | 日向岬〜紅白ドミノチャレンジSP〜                |
| 企画 | 企画 | ハマいく                   | 初 | ビートDEトーヒ                                  |
| 24   | 白   | 大泉洋                     | 初 | あの空に立つ塔のように                          |

| 曲順 | 組   | 歌手名                                | 回 | 曲目                                   |
| ---- | ---- | ------------------------------------- | -- | -------------------------------------- |
| 25   | 白   | Mrs. GREEN APPLE                      | 初 | ダンスホール                           |
| 26   | 紅   | 坂本冬美                              | 35 | 夜桜お七                               |
| 27   | 紅   | MISAMO                                | 初 | Do not touch                           |
| 28   | 白   | 10-FEET                               | 初 | 第ゼロ感                               |
| 企画 | 企画 | NewJeans                              | 初 | NewJeans Special Medley                |
| 企画 | 企画 | 橋本環奈、浜辺美波                    |    | いつか王子様が                         |
| 企画 | 企画 | 大泉洋、大森元貴、LE SSERAFIM         |    | アンダー・ザ・シー                     |
| 企画 | 企画 | 山寺宏一、櫻坂46、Stray Kids          |    | フレンド・ライク・ミー                 |
| 企画 | 企画 | 生田絵梨花                            |    | ウィッシュ～この願い～                 |
| 企画 | 企画 | 紅白有志の皆さん                      |    | 小さな世界                             |
| 29   | 白   | Official髭男dism                      | 4  | Chessboard                             |
| 30   | 紅   | 椎名林檎                              | 8  | ㋚〜さすがに諸行無常篇〜               |
| 31   | 白   | ゆず                                  | 14 | ビューティフル                         |
| 企画 | 企画 | クイーン+アダム・ランバート           | 初 | ドント・ストップ・ミー・ナウ           |
| 32   | 白   | 三山ひろし                            | 9  | どんこ坂〜第7回 けん玉世界記録への道〜 |
| 33   | 白   | 星野源                                | 9  | 生命体                                 |
| 34   | 紅   | Superfly                              | 7  | タマシイレボリューション               |
| 35   | 紅   | 伊藤蘭                                | 初 | キャンディーズ50周年 紅白SPメドレー    |
| 企画 | 企画 | YOSHIKI                               | 4  | ENDLESS RAIN 〜 Rusty Nail             |
| 企画 | 企画 | ポケットビスケッツ&ブラックビスケッツ | 2  | YELLOW YELLOW HAPPY〜Timing            |
| 企画 | 企画 | 薬師丸ひろ子                          | 3  | セーラー服と機関銃                     |
| 企画 | 企画 | 寺尾聰                                | 3  | ルビーの指環                           |
| 36   | 紅   | Ado                                   | 初 | 唱                                     |
| 37   | 白   | エレファントカシマシ                  | 2  | 俺たちの明日                           |
| 38   | 紅   | あいみょん                            | 5  | 愛の花                                 |
| 39   | 白   | さだまさし                            | 22 | 秋桜（コスモス）                       |
| 40   | 紅   | 石川さゆり                            | 46 | 津軽海峡・冬景色                       |
| 41   | 白   | 藤井フミヤ                            | 6  | TRUE LOVE                              |
| 41   | 白   | 有吉弘行×藤井フミヤ                   | 6  | 白い雲のように                         |
| 42   | 紅   | YOASOBI                               | 3  | アイドル                               |
| 43   | 白   | 福山雅治                              | 16 | 「HELLO〜想望」 紅白スペシャルメドレー |
| 44   | 紅   | MISIA                                 | 8  | 紅白スペシャル2023                     |

脚注
1. ↑  過去にラッツ&スターとして1回出場。
2. 1 2 3 4 5 6  東京都渋谷区のNHK放送センターCT-101スタジオより中継。
3. ↑  4人での出場（メンバーのジェルとななもり。が活動休止中のため）。
4. ↑  大阪府大阪市浪速区の新世界・通天閣近くより中継。
5. ↑  遠藤光莉、休養中の小池美波、3期生を除く15人での出場。
6. ↑  欅坂46時代に4回出場、通算7回目。
7. ↑  メンバーのSAKURA（宮脇咲良）は過去にAKB48グループとして4回出場（HKT48として1回、AKB48として3回）、通算6回目。
8. ↑  東京都台東区の浅草西参道商店街より中継。
9. ↑  34人での出場（メンバーの掛橋沙耶香と金川紗耶が活動休止中のため）。
10. ↑  11人での出場（S.COUPS、JEONGHANが活動休止中のため）
11. ↑  東京都渋谷区のNHK放送センターCT-102スタジオより中継。
12. ↑  メンバーの生田絵梨花は過去に乃木坂46として紅組から7回出場。AKB48グループおよび坂道シリーズの元メンバーの出場は前田敦子・大島優子・宮脇咲良に次いで4人目。
13. ↑  第66回（2015年）は審査員、第71回（2020年）- 第73回（2022年）は司会を担当。審査員・歌手・司会をすべて務めたのは西田敏行、松本潤（嵐）に次いで3人目。
14. ↑  過去にTWICEとして4回出場。
15. 1 2 3 4 5  NHK放送センター・CT101スタジオにて収録。
16. ↑  「OMG」「ETA」「Ditto」を順に披露。
17. ↑  『ディズニー100周年スペシャルメドレー』
18. ↑  上記4曲の歌手、ano、石川さゆり、純烈、鈴木雅之、Mrs. GREEN APPLE[86]。
19. ↑  過去に東京事変として2回出場。
20. ↑  「諸行無常」は、2023年2月24日から5月10日にかけて行われたツアーのタイトルである「椎名林檎と彼奴等と知る諸行無常」から取られている。
21. ↑  「歌舞伎町の女王」「丸ノ内サディスティック」を順に披露。
22. ↑   アメリカ・カリフォルニア州サンフランシスコにて収録。
23. ↑  東京都港区・虎ノ門ヒルズ内のTOKYO NODE SKY GARDEN & POOLにて収録[87]。
24. ↑  過去にキャンディーズとして3回出場。
25. ↑  「年下の男の子」
「ハートのエースが出てこない」「春一番」を順に披露。
26. ↑  過去に特別企画で2回、X JAPANとして白組で8回、第69回（2018年）に紅組からYOSHIKI feat. サラ・ブライトマン、白組からYOSHIKI feat. HYDEとして1回、THE LAST ROCKSTARSとして1回の計13回出場。
27. ↑  テレビ放送70年特別企画『テレビが届けた名曲たち』
28. ↑  過去に「ポケットビスケッツ&ブラックビスケッツ・スペシャルバンド」名義で紅組歌手として出場。
29. ↑  過去に紅組歌手として2回出場。
30. ↑  過去に白組歌手として2回出場。
31. ↑  京都府京都市下京区の東本願寺より中継。
32. ↑  前回はウタとして出場、通算2回目。
33. ↑  メンバーの宮本浩次は過去に白組で1回、特別企画で1回出場。
34. ↑  東京都墨田区の両国国技館（ライブ『さだまさし カウントダウンin国技館』）より中継。
35. ↑  22回のうち20回は白組歌手として、2回は特別企画として出場。
36. ↑  過去に紅組の「特別応援ゲスト」として1回出演。
37. ↑  過去にチェッカーズとして9回出場。
38. ↑  メンバーのikura（幾田りら）は前回「milet×Aimer×幾田りら×Vaundy」のゲストボーカルとして出演。
39. ↑  「愛をありがとう」「傷だらけの王者」「アイノカタチ」を順に披露。

### 選考を巡って
今回の選考に当たっては今年の活躍、世論の支持、番組の企画・演出の3点を中心にしており、このうち活躍に関してはCD・DVD・BDの売り上げ、インターネットでのダウンロード・ストリーミング・ミュージックビデオの再生回数やSNSなどの調査、有線放送やカラオケのリクエストなどの調査、ライブやコンサートの実績といったデータを参考資料にしており、世論の支持については7歳以上を対象にランダム抽出した電話による世論調査やWeb上でのアンケートを行った。あわせて今回はジャニー喜多川性加害問題を受ける形で番組制作に当たっての人権尊重のガイドラインを策定、出演者の所属事務所にガイドラインに賛同するよう条件を付けている。
- 初出場は紅組5組、白組8組の計13組。返り咲きは7組[90]。
  - 新しい学校のリーダーズは2020年に発表した「オトナブルー」がこの年海外から火が付く形で大ヒットし、SNS上では「首振りダンス」が大流行、結成9年目で初出場する[91]。
  - Adoは前回の第73回（2022年）はアニメ映画『ONE PIECE FILM RED』の登場キャラクター・ウタの歌唱キャストとして出場したが、今回は本人名義での出場となる。この年は9月にリリースした「唱」がロングヒットとなった[92]。テレビでのパフォーマンス決定が話題を呼び、紅白が放送される前の12月2日に放送された『日テレ系音楽の祭典ベストアーティスト2023』（日本テレビ系）でテレビ初となる歌唱パフォーマンスを披露した[93]。
  - anoは2022年11月に発表した「ちゅ、多様性。」がこの年上半期のBillboard JAPAN新人チャートで1位を記録。また、タレントの「あの」としてもその天然トークがバラエティ番組で好評を博している[94]。
  - 伊藤蘭はキャンディーズとして出場した第28回（1977年）以来46年ぶりの出場となった。キャンディーズとしてデビューして50周年となるほか、2019年にソロ歌手デビューしこれまでに3枚のオリジナルアルバムを発表してきた。また、伊藤の娘である娘の趣里がこの年下期の連続テレビ小説『ブギウギ』のヒロイン・福来スズ子役で出演していることも話題となった[95]。
    - ただし、趣里がスケジュールの都合により出演を辞退したため伊藤との親子紅白出演はならなかった。

  - 韓国のガールズグループTWICEの日本人メンバー3人によるユニットMISAMOは7月にデビューしたばかり。8月に音楽番組『Venue101』のスピンオフ特番『MISAMO MasterpieceShow』を放送、SNSの反響が大きかったことが決め手となった[96]。
  - 大泉は第66回（2015年）でゲスト審査員を務めた後、第71回（2020年）から第73回（2022年）まで3回連続で司会を務めたが、今回は歌手として出場する。音楽番組『SONGS』には番組責任者として出演、10月には大泉と同郷の玉置浩二が提供した「あの空に立つ塔のように」をリリース、同番組で歌唱を披露した[97]。
  - キタニタツヤはテレビアニメ『呪術廻戦』第2期のオープニングテーマ「青のすみか」がヒットした[98]。
  - すとぷりはライブ等のイベントを除き顔出しをしない活動が特徴で結成7年目で初出場を果たす。10代を中心に人気を集め、1月には全国アリーナツアーが35万動員で成功させたほか、2022年には『みんなのうた』に「手をつないで歩こう」を提供、本年7月に『Venue 101』のスピンオフ特番『すとぷり Strawberry Summer Show』に生出演し同曲をテレビ初歌唱した[99]。
  - 韓国のボーイズグループStray KidsとSEVENTEENはいずれも日本でのドーム公演を開催し人気を集めている[100][101]。
  - 10-FEETはバンド結成25周年を迎えた2022年にアニメ映画『THE FIRST SLAM DUNK』主題歌として「第ゼロ感」が起用され大ヒットした[102]。
  - MAN WITH A MISSIONは日本のみならず海外でも精力的に活動を行い、全米デビューも果たしている[103]。ほか、miletとのコラボ曲「絆ノ奇跡」（オープニング）と「コイコガレ」（エンディング）がアニメ『テレビアニメ「鬼滅の刃」刀鍛冶の里編』の主題歌にそれぞれ起用され、大ヒットした。
  - Mrs. GREEN APPLEは結成10周年。2020年7月の「フェーズ1完結」と称した活動休止およびメンバー2名（山中綾華、髙野清宗）の脱退を乗り越えて2022年3月に活動を再開し、今年4月に配信した「ケセラセラ」など12曲のストリーミング再生回数が1億回を突破、8月には初のドーム公演を開催している[104]。
  - クイーン+アダム・ランバートは、デビュー50周年でそれまで数々の偉業を成し遂げてきたイギリスのバンドクイーンに、グラミー賞ノミネート経験もあるアダム・ランバートがボーカルとして加わる形で、翌年2月に来日公演も控えるなか特別企画での初出演が実現した[105]。
  - 返り咲きのうち、藤井フミヤはこの年チェッカーズとしてデビューして40周年、ソロデビューも30周年[106]。さだまさしはレコードデビュー50周年、エレファントカシマシはデビュー35周年、椎名はデビュー25周年。櫻坂46は「承認欲求」がグループ史上最多の初週45万枚を売り上げたほか、フランスのパリとマレーシアで行われたJapan Expoなど海外での公演を成功させたことから選出された[107]。YOASOBIはテレビアニメ『【推しの子】』オープニングテーマ「アイドル」がビルボードのアメリカを除いたグローバルチャート「Global Excl. US」で1位になったほか、同曲の前後にリリースした「祝福」（『機動戦士ガンダム 水星の魔女』第1期OP）、「勇者」（『葬送のフリーレン』OP）と続けざまにアニメソングがヒットした。
- 石川さゆりは紅組歌手で史上初の40年連続出場を達成。
- 当時69歳の天童よしみは紅組歌手の当時の最年長出場記録となった。この記録は翌年の第75回に当時75歳で出場した高橋真梨子が更新している（第75回には当時70歳の天童も連続出場している）。
- 16年連続出場のPerfumeはザ・ピーナッツの持つ紅組でのグループの最長連続出場記録に並んだ。
- ジャニーズ事務所の後継事業者SMILE-UP.に所属するタレントについては、9月27日の会見で創設者ジャニー喜多川が行った性加害問題に対する事務所側の対応が明確でないとして出場させない事を明言[108]、第30回（1979年）以来44年ぶりに出場無しとなった[109]。しかし新規の出演依頼は行わないとする一方で「一般論でありますが、仮に独立したなら新規契約することができる」としており[110]、12月26日に男闘呼組メンバーを中心とするRockon Social Clubが出演することが発表された[111]。メンバーの岡本健一が12月5日にSMILE-UP.との契約を解除しており、新会社（STARTO ENTERTAINMENT）との契約締結までの期間は個人事務所で活動すると発表していた[110]。
- 他に出場が噂されたのはオリヴィア・ロドリゴ[112]、中森明菜[113]、松田聖子[113]、香取慎吾[114]、趣里[115]、米津玄師[116][117]、菅田将暉[116]、Linked Horizon、結束バンドなどがあった。
- 前回の出場歌手より不選出となったのは紅組9組、白組11組、特別企画7組の計27組。
  - 紅組：IVE、ウタ[注 21]、Aimer、工藤静香、篠原涼子、SEKAI NO OWARI、TWICE[注 22]、日向坂46、milet×Aimer×幾田りら×Vaundy[注 23]
  - 白組：関ジャニ∞[注 24]、KinKi Kids[注 25]、King & Prince、King Gnu、Saucy Dog、SixTONES、Snow Man、なにわ男子、Vaundy、藤井風、三浦大知
  - 特別企画：安全地帯、加山雄三[注 26]、桑田佳祐 feat. 佐野元春, 世良公則, Char, 野口五郎、THE LAST ROCKSTARS[注 27]、back number、氷川きよし[注 28]、松任谷由実 with 荒井由実

### 曲順を巡って
- 紅組トリを5年連続でMISIA（この年デビュー25周年）、白組トリを4年連続で福山雅治が担当し、大トリは前者が2年ぶりに務める。後者は第61回（2010年） - 第64回（2013年）のSMAPに並ぶ白組トリの連続担当の最長記録となる（ソロ歌手では単独で最長記録）。この2組によるトリの組み合わせは4度目であり、第14回（1963年）・第15回（1964年）・第17回（1966年）・第18回（1967年）の美空ひばり・三波春夫に並び最多記録。4年連続トリが同じ組み合わせとなるのは史上初[118][119]。
- 各種メディアが挙げていたトリの候補は以下の通りである。
  - スポーツニッポン（2023年11月14日付） - 「大トリ候補にあいみょんが浮上した。紅組にはMISIA、石川さゆり（この年デビュー50周年）の大トリ経験者がいるが、若手抜てきを期待する声も多い。白組のトリには、昨年初の大トリを務めた福山雅治や実績十分の星野源のほか、26年ぶりに返り咲いた藤井フミヤを推す声もある」[120]
  - スポーツ報知（2023年12月20日付） - 「MISIA、福山が、紅組、白組の最終歌唱者に内定。MISIAが大トリ、福山がトリを務める」[118]
  - サンケイスポーツ（2023年12月23日付） - 「新しい学校のリーダーズがトップバッター、白組の1番手はJO1。トリは福山で、大トリはMISIAが務める」[121]

## 司会者
- 有吉弘行（お笑いタレント、『有吉のお金発見 突撃!カネオくん』MC）[32]
- 橋本環奈（女優、翌年下期の連続テレビ小説『おむすび』のヒロイン・米田結役）
- 浜辺美波（女優、この年上期の連続テレビ小説『らんまん』のヒロイン・西村（槙野）寿恵子役）
- 高瀬耕造（大阪放送局）
  - 橋本は2年連続2回目、有吉、浜辺、高瀬は初担当。浜辺は紅白司会初の2000年代生まれ。高瀬は放送時点で大阪放送局の所属で、放送時点でメディア総局（東京）アナウンス室所属でない地方局所属のアナウンサーが司会を担当するのはこれが初めて。高瀬は出場歌手発表会見や事前番組の進行も担当[122]。
- 橋本と浜辺の2人は、公私ともに親交が深い事から終始「かんちゃん」「みーちゃん」と呼び合って進行していた。
- このほかに司会者の候補として松本潤（嵐、この年の大河ドラマ『どうする家康』の主人公・徳川家康役）、神木隆之介（俳優、『らんまん』の主人公・槙野万太郎役）、谷原章介（俳優、『うたコン』司会）が挙がっていた[123]。

## 審査方法
今回の審査方法は前回（第73回）と同じく以下の3つで構成されており、各投票の多い組に1ポイント与えられ、3ポイント中2ポイント取った組が優勝となる。
- 8人のゲスト審査員による投票
- 会場観覧者による投票
- 視聴者による番組連動データ放送を使用した投票
  - 前回と同様に総合テレビ・BSプレミアム4K・BS8Kの視聴者（NHKプラスとワンセグでの投票は不可）を対象に行い、視聴開始で1票、その後5分連続視聴を10回繰り返すことで票が増え（テレビ1台につき最大5票）、全対戦終了後に投票する。紅白それぞれに手持ちの票を分割して投票することも可能。

ただしゲスト審査員は8人と前回に引き続き偶数であるため、4対4で分かれた上で会場投票と視聴者投票もそれぞれ各組にポイントが与えられた場合、番組史上初の引き分け（ドロー・両組同時優勝）の可能性もありえた。結果は前述のとおり第54回以来、20年ぶりの完封（ストレート）となった。　

## ゲスト出演者

### ゲスト審査員
- 国枝慎吾（元車いすテニスプレーヤー）：2022年に四大大会とパラリンピックを制覇する生涯ゴールデンスラムを達成、本年1月に世界ランキング1位のまま引退し、3月に国民栄誉賞が授与された。
- 寺島しのぶ（女優）：この年の大河ドラマ『どうする家康』の語りおよび福役。10月に山田洋次が脚本・演出を手掛けた歌舞伎作品『文七元結物語』に女性として異例の出演が話題となった。ゲスト審査員は第61回（2010年）以来2回目。
- バカリズム（お笑いタレント）：この年脚本を手掛けた日本テレビ系のテレビドラマ『ブラッシュアップライフ』が国内外の様々な賞を受賞。
- 俵万智（歌人）：優れた短歌の創作と現代短歌の魅力を伝え、すそ野を広げた功績により紫綬褒章を受章。ゲスト審査員は第38回（1987年）、第49回（1998年）に続き3回目。
- 寺田宜弘（バレエ・ソリスト）：2022年12月にウクライナ国立歌劇場のバレエ芸術監督に就任。この年ニューズウィーク日本版の「世界が尊敬する日本人100」に選出された。
- 北口榛花（陸上選手）：やり投の女子日本記録保持者。世界陸上ブダペスト大会では日本の陸上女子フィールド種目でオリンピック・世界選手権を通して史上初となる金メダルを獲得。
- 吉高由里子（女優）：翌年の大河ドラマ『光る君へ』の主人公・紫式部（まひろ）役。第65回（2014年）では紅組司会を担当。
- 堺雅人（俳優）：この年主演を務めたTBS系のテレビドラマ『VIVANT』が大きな話題となった。ゲスト審査員としては第66回（2015年）以来、2回目。

### 特別企画
- ミッキーマウス&ミニーマウス：ディズニーキャラクター。『ディズニー100年スペシャルメドレー』に出演。
- 黒柳徹子：テレビ放送70年特別企画『テレビが届けた名曲たち』のゲスト。過去に6回司会として出演[9]。

### 企画・応援ゲスト
- オール阪神・巨人、遠藤章造（ココリコ）、トラッキー・ラッキー・キー太（阪神タイガースマスコットキャラクター）[32]：天童よしみの曲紹介で大阪府大阪市浪速区の新世界より中継。遠藤は第52回（2001年）[注 29]以来22年ぶりの出演[注 30]。
- 東京高等学校チアリーディング部：緑黄色社会のバックダンサー。
- アルコ&ピース（平子祐希・酒井健太）、とにかく明るい安村、吉村崇（平成ノブシコブシ）：山内惠介の曲紹介で東京都台東区・浅草の西参道商店街より中継[32]。
- 花柳糸之社中：山内恵介のバックダンサー[125]。
- カネオくん（『有吉のお金発見 突撃!カネオくん』進行、声：ノブ（千鳥））：anoの曲紹介[32]。
- Shigekix（ブレイクダンサー）：郷ひろみの曲中でブレイキンを披露。
- 富樫勇樹、河村勇輝（いずれもバスケットボール男子日本代表）：この年開催の2023年FIBAバスケットボール・ワールドカップで2024年パリオリンピック出場権を決める。10-FEETの曲紹介。
- SIS：椎名林檎のバックダンサー[126]。
- DJ KOO、タイムマシーン3号（山本浩司・関太）、ず〜まだんけ：三山ひろしの曲中でけん玉ギネス世界記録に挑戦[127]。
- 神木隆之介（俳優）：『らんまん』の主人公・槙野万太郎役。あいみょんの応援。
- アバンギャルディ、REAL AKIBA BOYZ：YOASOBIのバックダンサー。

### 演奏ゲスト
- fox capture plan：グランドオープニングを担当。
- 東京高等学校吹奏楽部、東京実業高等学校マーチングバンド部：緑黄色社会のサポート。
- MANGAPHONICS：椎名林檎のサポート。
- HYDE、PATA（X JAPAN）、難波章浩（Hi-STANDARD）、清春、松岡充（SOPHIA）、明希（シド）、海（vistlip）、KAMIJO（Versailles）、George（LADIESROOM）、ナカヤマアキラ（Plastic Tree）、HIROTO（アリス九號.）：YOSHIKIのサポート。
- 吉川忠英、三沢またろう、金原千恵子：薬師丸ひろ子、福山雅治のサポート。
- 井上鑑、山木秀夫、高水健司、今剛：薬師丸ひろ子、寺尾聰、福山雅治のサポート。
- 倉田信雄、木村"キムチ"誠、藤堂昌彦、徳澤青弦、平石カツミ、庄司さとし：さだまさしのサポート。
- ナターシャ・グジー：石川さゆりのステージでバンドゥーラを演奏[128]。
- 小倉博和、山本拓夫、村田陽一：福山雅治のサポート。
- Rockon Social Club、大林武司、菅野知明、石成正人、種子田健、TIGER、渡辺磨裕美、陽南乃、村田千紘、高杉和正、鈴木明男、加藤真弘、弦一徹、カメルーン真希、森琢哉、藤田クリスチーナ、三木章子、梶谷裕子、内田麒麟、福井綾、hossy、Rachel D'Amour：MISIAのサポート。
- 都倉俊一：『蛍の光』の指揮。

### その他の番組担当者
- ラジオ司会：渡辺健太、森田茉里恵（いずれも東京アナウンス室）[129]
- テレビ放送副音声『紅白ウラトークチャンネル』：パンサー（菅良太郎・向井慧・尾形貴弘）、鈴木奈穂子（東京アナウンス室）[130]
- VTRナレーション：榎木淳弥（声優、『呪術廻戦』虎杖悠仁役）、高橋李依（同、『【推しの子】』星野アイ役）[131]
- 大阪府大阪市浪速区中継：近田雄一（大阪放送局）
- 東京都台東区・浅草中継：吉岡真央（東京アナウンス室）

## その他
- 有吉は、本番と同じ時間帯に自身がパーソナリティを務めるラジオ番組『有吉弘行のSUNDAY NIGHT DREAMER』（JFNC制作）が一部のJFN系列で放送された[注 31]ため、裏被りとなった[132][133][134]。
- Perfumeは歌唱後、神奈川県横浜市西区のぴあアリーナMMに移動し、『Perfume Countdown Live 2023→2024 “COD3 OF P3RFUM3” ZOZ5』を開催した[135][136]。
- NewJeansは、紅白出場決定前に アメリカの年越し番組『Dick Clark's New Year's Rockin' Eve with Ryan Seacrest 2024』への出演が決定していたが、こちらは 韓国から収録で出演した[137][138]。
- さだまさしは、本番と同じ時間帯にABEMAで生放送された『第7回ももいろ歌合戦』にも出場した。
- 福山雅治は、同日に神奈川県横浜市西区のKアリーナ横浜で『福山☆冬の大感謝祭 其の二十一 “LIVE A LIVE”』を開催した後、NHKホールに移動した[139][140]。
- 乃木坂46の山下美月（翌年5月12日に卒業[141]）、阪口珠美（翌年7月15日に卒業[142]）、清宮レイ（翌年7月17日に卒業[143]）、櫻坂46の小林由依（翌年2月1日に卒業）、上村莉菜（2025年2月16日に卒業）、齋藤冬優花（2025年1月13日に卒業[144]）にとってそれぞれ所属するグループとして今回が最後の出場となった。
- 放送終了後、出場歌手のステージの切り抜き動画がYouTubeとXに翌年1月14日まで公開[145]され、YouTubeでの累計再生回数は5,000万回を超えた[146]。
  - 星野源[147]、Superfly[148]、すとぷり[149]の3組は、フルパフォーマンスの動画も公開された。
  - さらに、椎名林檎のステージに映像で出演したMANGAPHONICSの映像[150]も公開された。
- 前回と同様、事後番組『生放送!NHK紅白歌合戦お正月スペシャル』（出演：有吉弘行、生田絵梨花、濱家隆一、高瀬耕造アナウンサー）が翌年1月2日の19時20分から20時50分に放送される予定であった。しかし、本番翌日の1月1日に令和6年能登半島地震が、翌1月2日に羽田空港地上衝突事故がそれぞれ発生し、『NHKニュース7』の時間枠を予定より拡大して放送した[注 32]ため、放送休止となった[151][152]。その後収録に変更（タイトルからも"生放送!"を削除）の上、1月8日の8時15分から9時33分に改めて放送された[153]。
- 三山ひろしのけん玉ギネス世界記録で失敗した16人目が、翌年1月18日に放送されたTBS系『ラヴィット!』に出演した[154]ほか、同日公開されたAERA dot.（朝日新聞出版）の記事[155]の取材を受け、本番当日について振り返った。

## 視聴率
平均世帯視聴率（ビデオリサーチ調べ、関東地区）は、前半が29.0％（前回から2.2ポイント減）、後半が31.9％（前回から3.4ポイント減）でともに歴代ワースト記録を更新した。後半は3年連続の40％割れとなり、前半は史上初めて30%を下回った。瞬間最高視聴率は23時43分、紅組優勝が決まった場面で36.7%だった。
タイムシフト視聴率を含む総合視聴率（関東地区）は、後半が34.1%（前回から3.8ポイント減）で歴代ワースト記録を更新した。
NHKプラスでの同時視聴・見逃し配信のユニークブラウザ数は約187万で、前回の約120万から1.5倍強増加した。

### 歌手別視聴率
- 数字は関東地区[161]。
- 紅組、      白組、      特別企画。

| 順位 | 組 | 歌手                                  | 視聴率 |
| ---- | -- | ------------------------------------- | ------ |
| 1位  | 紅 | MISIA                                 | 34.8%  |
| 2位  | 企 | ポケットビスケッツ&ブラックビスケッツ | 34.3%  |
| 3位  | 紅 | YOASOBI                               | 34.2%  |
| 4位  | 紅 | Ado                                   | 34.1%  |
| 5位  | 紅 | 伊藤蘭                                | 33.6%  |
| 6位  | 白 | 有吉弘行×藤井フミヤ                   | 33.5%  |
| 7位  | 企 | 寺尾聰                                | 33.4%  |
| 8位  | 紅 | 石川さゆり                            | 33.2%  |
| 9位  | 白 | 福山雅治                              | 33.1%  |
| 10位 | 企 | YOSHIKI                               | 32.9%  |
| 10位 | 企 | 薬師丸ひろ子                          | 32.9%  |